# Boston Legal
Boston Legal er en amerikansk TV-serie, som har vundet både Emmy og Golden Globe-priser. Den er skabt af David E. Kelley og er et spin-off af serien The Practice. Serien følger advokaten Alan Shore (James Spader) og hans kollegaer ved firmaet Crane, Poole & Schmidt. Serien inkluderer skuespillere som Candice Bergen og William Shatner. Serien startede 3. oktober 2004 i USA og i maj 2008 blev det annonceret af ABC at serien blev fornyet til en femte og sidste sæson. Seriens sidste afsnit kørte over skærmen 8. december 2008.